# Історико-культурний заповідник «Давній Пліснеськ»
Історико-культурний заповідник «Давній Пліснеськ» — заповідник, створений 15 вересня 2015 року Львівською обласною радою. Заповідною територією «Давнього Пліснеська» є терени Пліснеського археологічного комплексу (с. Підгірці Золочівського району Львівської области).

## Історія створення
Вперше питання створення заповідника на теренах Пліснеська було підняте ще 1949 року за тогочасного дослідника пам'ятки — археолога Івана Старчука. Вчений настільки ґрунтовно взявся досліджувати літописне городище, що для огляду пам'ятки того року за проханням самого директора Інституту археології АН УРСР Петра Єфименка, приїжджав Володимир Гончаров.
На жаль, опісля смерті Івана Старчука ці та інші питання тривалий час не ставилися перед науковою спільнотою та широкою громадськістю. Хоча, Пліснеське городище (Х–ХІІІ ст.) згодом було взято під охорону: у 1965 р. вийшла Постанова Ради міністрів Української РСР № 711 від 21 липня того року («Про затвердження списку пам'ятників мистецтва, історії та археології Української РСР»). Пам'ятці було присвоєно охоронний № 68 і її територія вилучалася з земельного обігу та була відведена під сінокіс.
Після проголошення незалежності України відкрилися нові горизонти в науковому пізнанні Пліснеська, а отже й збереженні та популяризації його історико-культурної спадщини.
Постановою Кабінету Міністрів України № 1761 від 27 грудня 2001 року («Про занесення пам'яток історії, монументального мистецтва та археології національного значення до Державного реєстру нерухомих пам'яток України») Пліснеське городище (доби Київської Русі) було віднесено до пам'яток археології національного значення, а поряд з ним окрему пам'ятку археології національного значення посів й курганний могильник (теж періоду Київської Русі). У зв'язку із введенням в дію Постанови Кабінету Міністрів України № 928 від 3 вересня 2009 року («Про занесення об'єктів культурної спадщини національного значення до Державного реєстру нерухомих пам'яток України») обидві вищезгадані Постанови відтак втратили свою юридичну силу. Згідно нового документу (928-2009-п) до Державного реєстру нерухомих пам'яток України було віднесено такі об'єкти культурної спадщини національного значення (пам'ятки археології), як городище VIII—XIII ст. (охоронний номер 130011–Н) та курганний могильник ХІ–ХІІ ст. (охоронний номер 130012–Н).
Опісля проведення на базі Пліснеська наукового семінару «Старожитності Галичини та Волині в контексті етно-археологічних досліджень» (11-13 липня 2014 року), за ініціативи та сприяння заступника голови Львівської ОДА Юрія Підлісного та начальника відділу охорони культурної спадщини та культурних цінностей Львівської ОДА (надалі — ЛОДА) Андрія Левика, ідея створення Заповідника на пам'ятці почала пропагуватися з новою силою. Вже 17 вересня 2014 року на засіданні Інституту археології Львівського національного університету ім. І. Франка було сформовано ініціативну групу по створенні Національного заповідника «Давній Пліснеськ». Її керівником було обрано академіка, доктора історичних наук, професора Степана Павлюка, а заступника — кандидата історичних наук, доцента Михайла Филипчука (начальника Пліснеської археологічної експедиції в 1990—2014 рр.).
Активна робота по ознайомленню депутатів Львівської обласної ради та керівництва ЛОДА з унікальним історико-культурним надбанням нашого народу дала свої плоди. За сприяння заступника голови ЛОДА Юрія Підлісного,  рішенням XXXV сесії VI-го скликання Львівської обласної ради від 15 вересня 2015 року (№ 1449) було створено Історико-культурний заповідник «Давній Пліснеськ».
20 листопада 2015 року голова ЛОДА Олег Синютка видав розпорядження (№ 723/0/5-15) «Про затвердження Положення про адміністрацію історико-культурного заповідника «Давній Пліснеськ». 24 листопада 2015 року на основі «Положення про адміністрацію історико-культурного заповідника «Давній Пліснеськ», був зареєстрований Комунальний заклад Львівської обласної ради «Адміністрація історико-культурного заповідника «Давній Пліснеськ».

## Основні вектори розвитку
Основна робота Адміністрації історико-культурного заповідника «Давній Пліснеськ» проводитися в кількох напрямках:
1. охорона історико-культурної спадщини;
2. науково-популяризаторська діяльність;
3. культурно-просвітницька діяльність;
4. науково-дослідна робота;
5. відбудова археологічного скансену та екскурсійна діяльність.